# The City of New York vs. Homer Simpson
"The City of New York vs. Homer Simpson" är det första avsnittet från den nionde säsongen av Simpsons och sändes den 21 september 1997 på Fox. I avsnittet besöker familjen Simpsons New York och Manhattan för att hämta Homers bil som Barney Gumble parkerat på torget utanför World Trade Center. I avsnittet gästskådespelar Joan Kenley. Under besöket utforskar familjen staden, medan Homer stannar vid sin bil i väntan på att parkeringsbolaget kommer och tar bort hjulbojan på hans bil. Under tiden han väntar på parkeringsvakten blir Homer kissnödig och besöker toaletten i World Trade Center med resultatet att han missar parkeringsvakten då denne kommer för att möta upp Homer. Homer bestämmer sig då, i ren frustration, att köra hem bilen med hjulbojan fast på bilen och hämtar sin familj i Central Park.
Författaren Ian Maxtone-Graham ville göra ett avsnitt där familjen Simpson åker till New York för att hämta sina bil som hamnat där och seriens show runners, Bill Oakley och Josh Weinstein, föreslog att bilen skulle befinna sig vid World Trade Center Plaza, en plats som de ansåg vara allmänt känd. När man tecknade avsnittet använde man fotografier över New York som mall för att göra  staden realistisk. Låten "I'm Checkin' In" som medverkar i avsnittet har vunnit två priser en Emmy och Annie Award. Eftersom avsnittet centrerar en hel del kring World Trade Center repriserades inte avsnittet under några år i USA.

## Handling
Homer och hans vänner är på Moe's Tavern där Moe informerar om att staden har tvingat en av dem att vara en nykter chaufför till kvällen, och med hjälp av inlagda ägg utser de vinnaren. Uppdraget tilldelas Barney som snabbt blir avundsjuk på sina kamrater som får dricka, och det blir inte bättre av att Duffman kommer på besök och erbjuder Barney ett stort gratisglas med Duff. Sent på natten kör Barney hem kamraterna och Homer låter Barney låna bilen över resten av natten och försvinner med bilen. Två månader senare återvänder Barney utan att minnas vad som hänt med bilen. Efter ett tag får Homer ett brev från New York, som informerar honom om att hans bil har hittats felparkerad på World Trade Center Plaza. Homer berättar då för familjen att han har dåliga erfarenheter av sitt enda besök i New York som 17-åring, men han blir övertalad av resten av familjen att ge staden en ny chans.
Familjen Simpson tar bussen till ? och Homer lämnar resten av familjen för att söka upp sin bil medan resten av familjen utforskar staden. Homer hittar sedan sin bil mellan de två World Trade Center-tornen, med flera parkeringsböter och en hjulboja. Medan Homer väntar på parkeringsvakten Steve Grabowski, som ska ta bort bilens klampning, träffar Homer på en försäljare och köper lite för mycket krabbjuice av honom och måste uppsöka toaletten. Han chansar då och åker med hissen upp till toppen av ena World Trade Center-tornet bara för att tvingas göra samma procedur i andra tornet då det tornets toalett var avstängd. När Homer äntligen får utföra sina behov missar han parkeringsvakten som ger honom ytterligare en böteslapp. Familjen besöker under tiden Frihetsgudinnan och besöker en show på Broadway, där de ser musikalen "You're Checkin' In". De gör också en avstickade från Manhattan till Chinatown. Bart lämnar familjen en kort stund för att besöka Mad Magazines huvudkontor.
Kvällen nalkas och Homer orkar inte vänta längre på att parkeringsvakten kommer tillbaka och åker iväg med bilen som fortfarande har kvar sin hjulboja. Med hjälp av en tryckluftsborr lyckas Homer efter ett tag få bort hjulbojan men med resultatet att hans bil börjar falla ihop. Han åker till Central Park där resten av hans familj åker en  hansom cab.
Homer tvingar resten av familjen att snabbt sätta sig i bilen och familjen lämnar New York. Lisa berättar för Homer att hon älskade New York och vill tillbaka nästa år medan Homer är mera tveksam.

## Produktion
Författaren till avsnittet Ian Maxtone-Graham, hade tidigare bott i New York och framförde en tanke han hade, som var att familjen skulle resa till New York där Homers bil hade hamnat. Bill Oakley, som hade besökt World Trade Center 1973, föreslog att bilen skulle vara parkerad vid World Trade Center-torget. Josh Weinstein ansåg också att det var en perfekt plats för bilen.
Teckningarna i avsnittet är gjorda för att efterlikna riktiga New York och David Silverman sändes till Manhattan för att ta hundratals bilder av staden och områdena kring World Trade Center. När han återvände, tillbringade Lance Wilder och hans team tid att skapa nya scener och bakgrunder, som innehåller små detaljer såsom skyltar och hundratals statister som korrekt skulle illustrera staden. Oakley och Weinstein var nöjda med slutresultatet, och båda noterade att byggnader, gator var detaljerade nära verkligheten. I slutscenen, när familjen köra iväg från New York på George Washington Bridge och eftertexterna rullar med, är sekvensen utformad som att den skulle vara filmad från en helikopter. För att uppnå denna effekt gjordes en modell  på datorn, där man långsamt roterade bron. Resultatet skrevs ut och lades till på bildrutorna. Processen tog lång tid och var dyr, eftersom användningen av datoranimation inte var utbredd när episod producerades.
Strax innan avsnittet sändes kontaktade även producenten Fox för att man skulle vara säker på att slutfilmen inte skulle krympas. Ken Keeler skrev låttexten till "You're Checkin' In" och tillbringade två timmar med att göra sången. Efter första utkastet ändrades bara några enstaka meningar.

## Kulturella referenser
När bussen som familjen åker i passerar tre män som tillhör chassidismen kallar Bart Simpson dem för ZZ Top, och när han senare besöker Mad Magazines huvudkontor ser han Alfred E. Neuman, Spy vs. Spy och Dave Berg. Skådespelaren i musikalen "You're Checkin' In", är baserad på Robert Downey karaktär Julian Wells från Noll att förlora. Delen i avsnittet när Homer kör sin bil genom Central Park är en referens till  Ben-Hur. Under slutscenen spelas låten "New York, New York" upp. Flera kulturella referenser görs under Homers flashback till hans tidigare besök i New York, som när man spelar upp "The Entertainer". En annan är när Homer passerar biograferna i staden som visar filmerna "The Godfather's Parts, II", "Jeremiah's Johnson" och "Five Sleazy Pieces", som alla är parodier på riktiga filmer. Woody Allen medverkar också i den delen. På CD-skivan Go Simpsonic with The Simpsons finns ett medley från avsnittet.

## Mottagande
Låten "You're Checkin' In" vann 1998 en Primetime Emmy Award för "Outstanding Individual Achievement in Music and Lyrics", och en Annie Award för "Outstanding Music in an Animated Television Production" under samma år. Enligt Entertainment Weekly är avsnittet det 13:de bästa avsnittet av de 300 första. IGN anser att detta är det bästa avsnittet från säsongen.
Efter World Trade Center-attacken visades inga repriser av avsnittet i USA under några år. Numera är avsnittet tillbaka men nu är avsnittet där nedklippt. En del som är borta är när medarbetarna i de båda tornen skriker åt varandra. På DVD-utgåvan för säsongen är det här avsnittet det första som officiellt innehåller två kommentatorspår. Tidigare gånger då detta har funnits har det extra spåret alltid varit dolt.